# 和泉医療福祉短期大学
和泉医療福祉短期大学（いずみいりょうふくしたんきだいがく）は、大阪府和泉市和泉丘陵地区において1990年に設置計画のあった日本の私立短期大学である。

## 概要
- 大阪府和泉市において設置される予定のあった日本の私立短期大学で、設置の母体は医療法人守田会[注 2]
- 1987年4月、研究学園ゾーンにおいて和泉医療福祉短期大学の誘致を発表する[6][7]。
- 1990年に短期大学の開学を目指していた[注 3]が、実現されず、その後再申請なく設置を見送ることとなった[注 4]。
- なお同法人は目下、学校の経営は行っていない。

## 設置予定の学科
- 正式名称は不明。